# (13329) Davidhardy
(13329) Davidhardy est un astéroïde de la ceinture principale.

## Description
(13329) Davidhardy est un astéroïde de la ceinture principale. Il fut découvert le 20 septembre 1998 à Kitt Peak par le projet Spacewatch. Il présente une orbite caractérisée par un demi-grand axe de 2,96 UA, une excentricité de 0,08 et une inclinaison de 6,5° par rapport à l'écliptique.

## Compléments